# Švýcarská fotbalová reprezentace
Švýcarská fotbalová reprezentace reprezentuje Švýcarsko na mezinárodních fotbalových akcích, jako je mistrovství světa nebo Mistrovství Evropy ve fotbale.

## Mistrovství světa
Seznam zápasů švýcarské fotbalové reprezentace na MS
| Rok    | Účast                                            | Soupisky |
| ------ | ------------------------------------------------ | -------- |
| 1930   | Ne                                               | –        |
| 1934   | Vyřazení ve čtvrtfinále Československem          | Soupiska |
| 1938   | Vyřazení ve čtvrtfinále Maďarskem                | Soupiska |
| 1950   | nepostoupili ze skupiny                          | Soupiska |
| 1954   | Vyřazení ve čtvrtfinále Rakouskem                | Soupiska |
| 1958   | Nepostoupili z kvalifikace                       | –        |
| 1962   | nepostoupili ze skupiny                          | Soupiska |
| 1966   | nepostoupili ze skupiny                          | Soupiska |
| 1970   | Nepostoupili z kvalifikace                       | –        |
| 1974   | Nepostoupili z kvalifikace                       | –        |
| 1978   | Nepostoupili z kvalifikace                       | –        |
| 1982   | Nepostoupili z kvalifikace                       | –        |
| 1986   | Nepostoupili z kvalifikace                       | –        |
| 1990   | Nepostoupili z kvalifikace                       | –        |
| 1994   | Vyřazení v osmifinále Španělskem                 | Soupiska |
| 1998   | Nepostoupili z kvalifikace                       | –        |
| 2002   | Nepostoupili z kvalifikace                       | –        |
| 2006   | Vyřazení v osmifinále Ukrajinou                  | Soupiska |
| 2010   | nepostoupili ze skupiny                          | Soupiska |
| 2014   | Vyřazení v osmifinále Argentinou                 | Soupiska |
| 2018   | Vyřazení v osmifinále Švédskem                   | Soupiska |
| 2022   | Vyřazení v osmifinále Portugalskem               | Soupiska |
| Celkem | Účast – 12× Zlato – 0×, Stříbro – 0×, Bronz – 0× |          |

## Mistrovství Evropy
Seznam zápasů švýcarské fotbalové reprezentace na Mistrovství Evropy
| Rok     | Účast                                           | Soupisky |
| ------- | ----------------------------------------------- | -------- |
| 1960    | Nepostoupili z kvalifikace                      | –        |
| 1964    | Nepostoupili z kvalifikace                      | –        |
| 1968    | Nepostoupili z kvalifikace                      | –        |
| 1972    | Nepostoupili z kvalifikace                      | –        |
| 1976    | Nepostoupili z kvalifikace                      | –        |
| 1980    | Nepostoupili z kvalifikace                      | –        |
| 1984    | Nepostoupili z kvalifikace                      | –        |
| 1988    | Nepostoupili z kvalifikace                      | –        |
| 1992    | Nepostoupili z kvalifikace                      | –        |
| 1996    | nepostoupili ze skupiny                         | Soupiska |
| 2000    | Nepostoupili z kvalifikace                      | –        |
| 2004    | nepostoupili ze skupiny                         | Soupiska |
| 2008    | nepostoupili ze skupiny                         | Soupiska |
| 2012    | Nepostoupili z kvalifikace                      | –        |
| 2016    | Vyřazení v osmifinále Polskem                   | Soupiska |
| ME 2020 | Vyřazení ve čtvrtfinále Španělskem              | Soupiska |
| 2024    | Vyřazení ve čtvrtfinále Anglií                  | Soupiska |
| Celkem  | Účast – 6× Zlato – 0×, Stříbro – 0×, Bronz – 0× |          |